# Public Relations Global Network
Public Relations Global Network (PRGN) — одна из четырёх ведущих мировых компаний, объединяющая независимые агентства по связи с общественностью . В состав PRGN входит 49 агентств-партнёров, которые охватывают рынки более 80 стран по всему миру, оказывая услуги в сфере связей с общественностью для более чем 1 000 клиентов. Компания была основана в 1992 году в городе Финикс, штат Аризона (США) , а с 2003 года зарегистрирована в штате Делавэр

## История компании
Компания была основана в 1992 году в городе Феникс, штата Аризона под названием "The Phoenix Network"
В 2001-2002 годах, к международной сети впервые подключаются партнеры из Европы. Первыми участниками стали представители Франции, Германии и Великобритании 
В 2002 году компания переименована в "Public Relations Global Network" (PRGN) 
В 2004 году в состав сети вошла австралийская компания Currie, сделав Австралию одним из членов PRGN 
В 2005 году в состав компании вошло агентство Guerra Castellanos & Asociados из Мексики
В 2007 году, к международной сети присоединяются компании из Африки (Южно-Африканской Республики) и Южной Америки (Бразилии)
В 2008 году в состав компании входит первый партнёр из Азии (из Сингапура)
К 2013 году в состав международной сети PR-агентств входит уже 49 компаний со всех 6 континентов 

## Руководство
В основе Public Relations Global Network лежат независимые частные компании, таким образом, у фирмы нет единой штаб-квартиры. Каждый год, сеть компании-членов избирает нового президента. В настоящий момент (июль 2015), должность президента PRGN занимает Эдвард Стивенс, руководитель Stevens Strategic Communications. В мае 2015 года он сменил на этой должности Уве Шмидта из Landis Communications из гамбургской фирмы Industrie-Contact AG .